# Ризокарпасо
Ризока̀рпасо (на гръцки: Ριζοκάρπασο; на турски: Dipkarpaz) е град в Кипър, окръг Фамагуста. Според статистическата служба на Северен Кипър през 2011 г. има 2349 жители.
Де факто е под контрола на непризнатата Севернокипърска турска република.
Ризокарпасо е един от най-големите градове на полуостров Карпасия. Местните култури включват рожков, памук, тютюн и зърно. Околностите на града са известни като най-дивите и едни от най-непокътнатите части на острова. Територията на общината включва Национален парк Карпас, дом на кипърското магаре, и някои от най-добрите плажове на острова.
Икономиката се опира основно на земеделието, животновъдството и рибарството. От 2000 г. градът въвежда идеята за екотуризъм и превръща старите традиционни селски къщи в къщи за гости в традиционен стил. В района липсват промишлени инсталации.